# Araras (Teresópolis)
Araras é um bairro de Teresópolis, cidade localizada no interior do estado do Rio de Janeiro.

## Demografia
De acordo com o Instituto Brasileiro de Geografia e Estatística (IBGE), sua população no ano de 2010 era de 1 794 habitantes, sendo 959 mulheres (53.5%) e 835 homens (46.5%), possuindo um total de 787 domicílios.